# Edno
Edno Roberto Cunha est un footballeur brésilien né le 31 mai 1983 à Lages. Il évolue au poste de milieu de terrain.

## Biographie
Edno joue au Brésil, aux Pays-Bas, en République tchèque, en Pologne, au Mexique et au Japon.
Il dispute plus de 100 matchs en première division brésilienne, inscrivant une vingtaine de buts dans ce championnat.
Il marque 13 buts en deuxième division brésilienne lors de la saison 2013.
Au sein des compétitions continentales, il joue deux matchs en Copa Libertadores, cinq en Copa Sudamericana, et enfin deux en Ligue des champions de la CONCACAF (un but).

## Palmarès
- Champion du Brésil en 2011 avec les Corinthians
- Champion du Brésil de D2 en 2011 avec Portuguesa
- Champion de Pologne en 2004 avec le Wisla Cracovie
- Vainqueur du Campeonato Carioca en 2010 avec Botofago